# 三浦一年
三浦 一年（みうら いちねん、1955年1月1日 - ）は、日本の作曲家、編曲家。宮城県仙台市出身。身長175cm、血液型はB型。2012年7月現在、尚美ミュージックカレッジ専門学校講師、横浜ミュージックスクール講師。本名は三浦年一（みうら としかず）。ペンネームとして、夢野真音（ゆめの まおと）や、本名をひらがな表記にした、みうらとしかずも使用する。

## 人物・来歴
ナザレト幼稚園、仙台市立東仙台小学校、仙台市立東仙台中学校、仙台市立仙台工業高等学校、東北工業大学卒業。
- 1977年 - ポップスグループ『オレンジ』結成。リーダー、キーボード、コーラス、作曲を担当。
- 1979年 - キャニオンレコードよりレコードデビュー。
- 1980年 - 『オレンジ』から脱退、アルバム『M.Toshikazu』でソロデビュー（芳野藤丸プロデュース）。
- 1984年 - 作詞家の岩里祐穂と作曲ユニット『岩里未央』（いわさとみお）を結成。堀ちえみ、杏里、赤坂小町（プリンセスプリンセス）などの作品を手がける。
- 1985年 - 『岩里未央』を解散。『三浦一年』として作家活動に専念。『夢野真音』としても活動。

## 楽曲提供

### アーティスト
- 浅香唯
- 亜蘭知子
- 幾田愛子
- 小川範子
- 織田裕二
- 小野正利
- 小堺一機
- 佐野量子
- ダイアモンド☆ユカイ
- C.C.ガールズ
- シブがき隊
- 佐々木望
- 涼風真世
- 髙橋真梨子
- TOSHI（X JAPAN）
- 円谷優子
- 中山美穂
- 早見優
- 相川恵里
- 藤谷美紀
- 細川直美
- 松平健
- 松本伊代
- 柳ジョージ
- 米倉千尋

ほか。

### テレビアニメ
- 機動戦士ガンダム 第08MS小隊
- アニメ三銃士
- 魔法のエンジェルスイートミント
- ダーティペア
- 魔物ハンター妖子
- ザ・ハード

ほか多数。

### 映像、イベント
- NHK みんなのうた「アロハえだまめ」「しあわせの時計」編曲
- テレビ東京「ポチたま新ペットの旅」
- 日本テレビ「あぶない刑事」挿入歌
- 松竹映画「キスより簡単2」背景音楽
- にっかつVシネマ「KAMBA!暴走迷路」背景音楽
- イオングループ モーリーファンタジー「ララ・愛はたからもの」作編曲/ほか